# Kelmscott Press

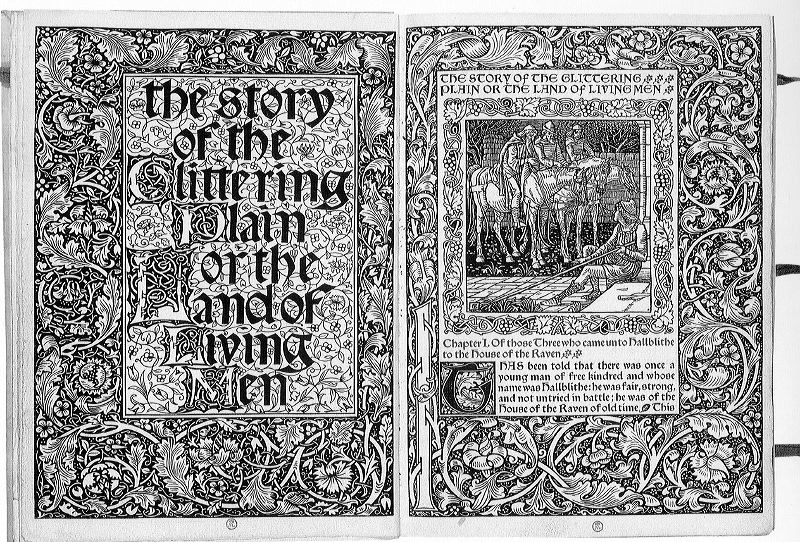
The Story of the Glittering Plain or the Land of Living Men. Druck: Kelmscott Press. Text von William Morris, Illustrationen von Walter Crane, 1894

Die Kelmscott Press war von 1891 bis 1898 eine englische Privatdruckerei. Sie wurde von dem englischen Dichter, Politiker und Designer William Morris gegründet. Dieser war mit seinen Forderungen an ein schönes Buch richtungweisend für den Beginn einer neuen Buchkultur und Buchkunstbewegung in England, die später auch in Deutschland fruchtete.

## Hintergrund

### Morris’ Beschäftigung mit der Buchkunst
Morris verbrachte während des Studiums viel Zeit in der Bodleian Library und studierte hier alte illuminierte Handschriften und Inkunabeln. Er hatte eine Vorliebe für die Lebensweise im Mittelalter und großes Interesse an der gotischen Architektur und der Archäologie. Mittelalterliche Dichter und ihre Werke, wie die von Geoffrey Chaucer, Jean Froissart oder Thomas Malory, faszinierten ihn zeit seines Lebens und besaßen eine Vorbildfunktion für ihn. Nach Albert Kapr knüpfte Morris deshalb auch „bei der Buchkunst der Renaissance an, besonders bei den venezianischen Wiegendrucken.“
Schon in Oxford legte er den Grundstock für seine eigene wertvolle Büchersammlung, und sein Stilempfinden begann sich auszuprägen. Unzufrieden mit der Gesellschaftsstruktur, der sozialen Situation der benachteiligten Arbeiterklasse und dem Verfall des englischen Kunstgewerbes, suchte Morris nach neuen gesellschaftlichen und künstlerischen Werten und philosophischen Ansätzen. Neben den Schriften von John Keats und Thomas Carlyle spielten die des Kunsthistorikers John Ruskin eine besondere Rolle in Morris Leben. In Ruskins Veröffentlichungen fand Morris „Reflexionen über das Wesen von Kunst, Definition von Schönheit und deren Voraussetzungen.“
Für die Herausgabe eines Magazins verwendete Morris eine in Vergessenheit geratene Type, die Caslon, für die Typographie. Ab 1856 befasste sich Morris intensiv mit Kalligrafie. Sein Schriftstil war ganz an die von ihm verehrte Epoche angelehnt. In späteren Versuchen setzte er die Antiqua ein. Seine Werke zeigten schon hier eine reiche Buchdekoration.

### Die Situation des englischen Buchmarktes im 19. Jahrhundert
Die Industrialisierung im 19. Jahrhundert beeinflusste mehr und mehr die Buchproduktionen und das ursprünglich damit verbundene Kunstgewerbe. Auf dem Buchmarkt verbreiteten sich billige Massenproduktionen. Der Einsatz neu entwickelter Maschinen, wie die Setz- und Druckmaschine, ermöglichte zwar eine schnellere und günstigere Herstellung der Bücher, führte jedoch gleichzeitig zu enormen Qualitätsverlusten in handwerklich-künstlerischer Hinsicht. Technische und kommerzielle Aspekte gewannen die Oberhand. Morris missfielen minderwertiges, dünnes Papier, schlechte Typographie und Satz des gesamten Textblocks, sowie Einbände ohne gestalterischen Anspruch.
Privatdruckereien wie die Chiswick Press, kleine handwerkliche Betriebe, die seit der 2. Hälfte des 19. Jahrhunderts existierten, leiteten eine Reform und Wiederbelebung der Buchkunst ein. Die qualitativ wertvollen Drucke der Chiswick Press, welche die Erinnerung an die Blütezeit der englischen Druckerkunst aufrechterhielt, hatte Morris kennengelernt.

## Gründung von Kelmscott Press

Die Druckerei in Hammersmith

Den Anstoß zur Gründung einer eigenen Druckerei erhielt Morris durch seinen langjährigen Freund Emery Walker. Auf der ersten Ausstellung der 1888 gegründeten „Arts & Crafts Exhibition Society“ hatte Walker einen Vortrag über die Geschichte des Druckwesens gehalten. Morris hatte ihm Bücher und Manuskripte aus seiner Sammlung zur Verfügung gestellt und sah nun in der Lichtbildervorführung die Vergrößerungen dieser Schriften aus dem 15. Jahrhundert. Die Schönheit und Vollkommenheit in den Proportionen der mittelalterlichen Schriften beeindruckte ihn. Er entwickelte nun den Wunsch, eine eigene schöne Schrift zu entwerfen und damit verbunden die Idee der Gründung einer eigenen Druckerei. Nach dem Vortrag soll er geäußert haben: „Kommen Sie, Walker, lassen Sie uns eine neue Schrift entwerfen!“.
In der Literatur wird der 15. November 1888 als der eigentliche Gründungstag von Kelmscott Press genannt. Die erste Veröffentlichung der Druckerei erschien im Januar 1891. Walker lehnte zwar das Angebot einer Partnerschaft mit Morris ab, blieb aber als bedeutender und wichtiger Berater mit ihm in Kontakt.
Am 12. Januar 1891 nahm die Kelmscott Press ihre Arbeit in Hammersmith auf, nur zwei Häuser entfernt von Morris’ Kelmscott House. Der Name Kelmscott war für Presse und Haus von dem von Morris angemieteten Sommersitz in den Cotswolds abgeleitet: Kelmscott Manor. Neben Edward P. Prince als Schriftschneider stellte Morris William Bowden als Schriftsetzer und Drucker ein. In relativ kurzen Abständen erschienen hier innerhalb von 8 Jahren 53 Drucke. Morris ignorierte das „moderne“ Stilempfinden und wählte die Inhalte seiner Bücher und ihre Ausstattung ganz nach seinen eigenen Vorlieben.

## Morris’ Forderungen an einschönes Buch

Titelseite „Hand & Soul“ von Dante Gabriel Rossetti

Morris’ Vorstellung von einem schönen Buch

Morris stellte in Zusammenarbeit mit Walker seine buchästhetischen Grundsätze und Forderungen an ein schönes Buch 1893 schriftlich in der Jahresschrift der „Arts & Crafts Exhibition Society“ vor. Die Lesbarkeit der Schriften war eine seiner wichtigsten Forderungen. Er bemängelte die graue Wirkung der gedruckten Werke seiner Zeit und forderte einen klaren schwarz-weiß Kontrast auf der Buchseite. Dieser sollte durch Buchstaben mit klarer Strichstärke erreicht werden (seine erste entwickelte Schrift war eine romanische Antiqua, die Golden Type, angelehnt an die Schrift von Nicolas Jenson), im Gegensatz zu den in Mode gekommenen Satzschriften mit linearen, spitzen Serifen und starken Strichstärkenunterschieden der Grund- und Haarstriche (Klassizistische Antiqua wie Bodoni und Didot). Weiterhin sollte der Abstand zwischen den Wörtern gerade so groß ausfallen, dass sich die Wörter klar voneinander trennen lassen. Auch der Zeilenabstand sollte so gering wie möglich sein, um ein kompaktes Satzbild zu erzeugen. Bei seinen Überlegungen ließ er sich von der mittelalterlichen Typografie inspirieren.
Es sollte eine Mindestgröße der Schrift festgelegt werden. Die kleinste Schriftgröße legte er bei 12 pt (Cicero) fest, bei kleinen Büchern konnte aber auch eine Größe von 10 pt (Korpus) gewählt werden. Ein harmonisches Erscheinungsbild müsse das Ziel sein.
Das Verhältnis des Textes und seiner Rahmung, den Seitenrändern, sollte ein harmonisches Bild erzeugen. Eine weitere Forderung von Morris war, dass nicht nur die einzelne Seite eines Buches hervorgehoben wird, sondern die Einheit der Doppelseite des geöffneten Buches beachtet werden müsse.
Neben der Entwicklung einer lesbaren und schönen Schrift sollte auch eine dekorative Buchausstattung dessen Schönheit erhöhen. Der Buchschmuck (Ornamente und Illustrationen) sollte aber die Schrift nicht überwuchern oder derart ausgeprägt sein, dass der Leser vom Inhalt eines Buches abgelenkt würde.
Für die Produktion ästhetisch anspruchsvoll gestalteter Bücher waren ihm auch die Qualität der Druckfarbe, des Papiers sowie des Bucheinbandes wichtig. Die Kelmscott Press versuchte „die Einheit von Type und Ornamentik, Satz und Bild“ wiederherzustellen und für Morris konnte „jedes Buch ein Kunstwerk sein, wenn nur die Schrift gut ist und seiner gesamten Gestaltung genügend Aufmerksamkeit geschenkt wird.“

## Druckpraxis

### Papier und Farbe
Morris verwendete eigens für ihn hergestelltes Papier, ein ausschließlich handgeschöpftes Papier aus Leinen von der Batchelors Papiermühle in Kent. Besondere Ausgaben ließ er auch auf dünnem Pergament (Vellum) drucken und entwarf unterschiedliche Wasserzeichen, die die Qualität des Papiers seiner Bücher besonders unterstreichen sollten.
Die damals in England übliche Druckerfarbe hinterließ einen blauen oder rötlichen Unterton und entsprach nicht Morris’ Wunsch nach einem kräftigen schwarzen Farbton. Nach der Vermittlung von Walker bezog er die Druckerfarbe von der Firma Jaenecke aus Hannover. Diese eigens hergestellte Farbe verursachte durch ihre Festigkeit Schwierigkeiten beim Druck mit der Handpresse, aber Morris konnte sich gegenüber seinen Mitarbeitern durchsetzen und bestand auf deren Verwendung.

### Schrifttypen

Morris’ neue Drucktypen für die Kelmscott Press

Von den 53 Drucken wurden 24 Exemplare und 9 Neuauflagen mit der ersten selbst entworfenen Schrift von Morris, der „Golden-Type“, gedruckt. Die „Golden-Type“ wurde von Morris nach dem ersten Druck benannt, für die man sie verwendete: die „Legenda aurea“ von Jacobus de Voragine nach einer Übersetzung von William Caxton. Als typographische Vorbilder dienten Morris unter anderem die Plinius-Ausgabe von Nicolas Jenson und die Schriften von Jakobus Rubeus. Beide waren im 15. Jahrhundert in Venedig tätig. Die „Golden-Type“ ist eine „Antiqua-Type“. Mit dem Entwurf der „Golden-Type“ versuchte er, die Antiqua seinen Ansprüchen anzupassen. Als Verfechter der Gotik und mit der Vorliebe für „wuchtige, kompakte Schriften“ versuchte Morris, „die italienische Eleganz der Antiqua mit der Ausdruckskraft der gotischen Schrift zu verbinden“.
Im Herbst 1891 entwarf Morris eine gotische Schrift und versuchte sie „von dem Vorwurf ihrer Unleserlichkeit“ zu befreien. Das Ergebnis war die „Troy-Type“; unter ihrer Verwendung wurden insgesamt elf Drucke veröffentlicht. Das erste mit der „Troy-Type“ gedruckte Werk war „The Recuyell of the Historyes of Troy“, ebenfalls nach einer Übersetzung von William Caxton. Als Vorbild für die „Troy-Type“ wählte Morris aber nicht, wie zu erwarten, die Textura, sondern die unter dem Einfluss der Renaissance entstandene Gotico-Antiqua. Bekannte Meister, an deren Schriftkunst er sich unter anderem orientierte, waren neben Rubeus und Jenson auch Schöffer und Zainer.
Mit der Verkleinerung der „Troy-Type“ entwarf Morris seine dritte Schrift, die „Chaucer-Type“. „The Order of Chivalry“ war 1892 das erste Buch, welches mit der „Chaucer-Type“ gedruckt wurde.

### Bedeutende Editionen

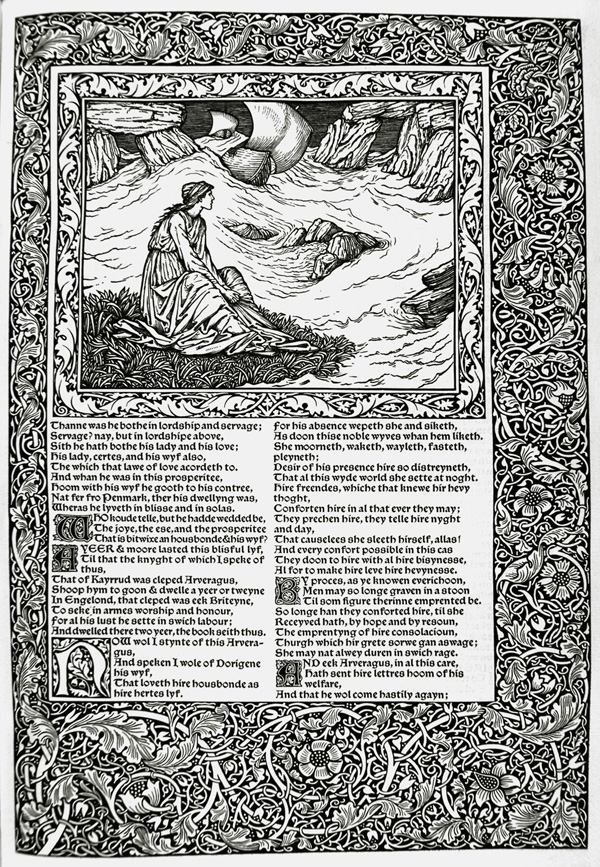
Seite aus dem „Kelmscott Chaucer“. Illustration: Edward Burne-Jones, Typographie: William Morris, 1896

„The Story of the Glittering Plain“ wurde im Mai herausgegeben und die Auflage von 200 Stück war bereits im Juni ausverkauft.
Das wohl bedeutendste Werk der Kelmscott Press wurde eine 1896 veröffentlichte Ausgabe der Werke von Geoffrey Chaucer, der „Kelmscott Chaucer“, darin enthalten die Canterbury Tales. Fast fünf Jahre lang hatten sich Morris, seine Freunde und Mitarbeiter mit dem Druck und der Ausstattung beschäftigt. Seit 1892 bemühte sich Edward Burne-Jones um die Bebilderung, er entwarf für diese Ausgabe 87 Illustrationen. Morris selbst kreierte mehr als 60 Formen der Buchdekorationen, wie Ornamente, Initialen, Bordüren und die Gestaltung der Titelblätter. Der Text verlief zweispaltig auf einer Seite und wurde in den Farbtönen rot und schwarz gedruckt.
Neben einem Entwurf für den Einband von Burne-Jones übernahm Thomas Cobden-Sanderson die Bindearbeiten. Insgesamt wurden 425 Exemplare auf Papier zum Preis von £ 20 und 13 auf Pergament gedruckt, die 120 Guineas kosteten.

## Erweiterung der Druckerei 1891 bis 1895
Im November 1891 wurde eine zweite Handpresse gekauft. Drei Jahre später wurde ein weiteres kleines Haus – No. 21, Upper Mall – gemietet, mit Blick auf den Fluss, der das Licht reflektierte, sodass eine exzellente Beleuchtung gegeben war. Im Januar 1895 kam eine dritte Handpresse hinzu, damit zwei Druckerpressen ausschließlich für die „Chaucer“-Ausgabe arbeiten konnten. Das Buchbinden wurde anfangs durch die Firma J. J. Leighton durchgeführt, die fast weißes Leder benutzten. Morris bevorzugte dunkles Leder, auf dem die Haarporen noch zu sehen waren, und seine Ausgaben erhielten dieses Leder. Der Einband in Seide wurde extra gewebt und eingefärbt mit roter, blauer, gelber und grüner Farbe.
Von der Chaucer Ausgabe wurden 425 Exemplare gedruckt und zum Preis von £20 pro Stück verkauft. Weitere 13 Kopien wurden auf Pergament gedruckt und zum Preis von 120 guineas (£126) verkauft, sowie 48 Stück wurden in weißem Schweinsleder gebunden mit silbernen Verschlüssen.
Die Chaucer-Ausgabe der Kelmscott Druckerei von 1896 erzielte auf einer Auktion bei Christie’s am 2. Juni 2010 einen Preis von £33,650.

## Nach Morris’ Tod
Morris starb am 3. Oktober 1896. Eine weitere vierte Schrifttype konnte er nicht mehr fertigstellen. Er hatte gegen Ende seines Lebens Emery Walker und Sidney Cockerell, seinen Privatsekretär, gefragt, ob sie bereit seien, die Druckerei nach seinem Tode zu übernehmen. Diese meinten jedoch, dass diese Morris’ Werk sei und für immer mit seinem Namen verbunden bleiben solle.
Die Kelmscott Press wurde noch bis 1898 weitergeführt, begonnene Produktionen wurden abgeschlossen. Charles Robert Ashbee kaufte danach die Albion Druckerpressen für seine eigene Essex House Press und konnte als wertvollen Mitarbeiter Thomas Binning gewinnen. Ashbee war sehr daran gelegen, die Morris-Arbeit in seiner Druckerei fortzuführen.

## Gestaltungsbeispiele

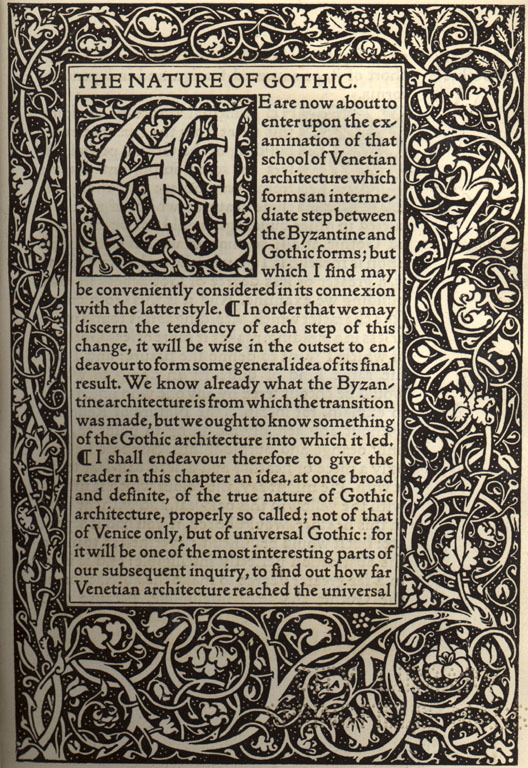
The Nature of Gothic von John Ruskin, erste Textseite, 1897
Beispiele der Anordnung von Text und Verzierung
Zwei Markenzeichen der Kelmscott Druckerei

## Rezeption und Wirkung

### Zur Bedeutung von William Morris
„Morris schuf nicht das moderne Buch, sondern erneuerte das schöne Buch, the ideal book, indem er auf die typographischen Gesetze, die das 15. Jh. gefunden und ausgebildet hatte, zurückgriff und sie zu neuer Geltung erhob. Und diese Gesetze haben sich wieder durchgesetzt – das ist sein unbestreitbarer und bleibender Verdienst.“
Charakteristisch für die Drucke der Kelmscott Press waren die entwickelten Typen, die Illustrationen in präraffaelitischer Manier, gotisierende Initialen und breite Bordüren. Insgesamt hat Morris für die Kelmscott Press über 600 Muster für die reiche Ausstattung seiner Bücher entworfen.

### Einfluss in England
In der direkten Nachfolge der Kelmscott Press in England wurden eine Vielzahl von privaten Druckereien gegründet. Diese Bewegung trägt die englische Bezeichnung Private Press Movement. Zum Beispiel gründete Emery Walker zusammen mit T. J. Cobden-Sanderson die Doves Press, blieb auch weiterhin ein wichtiger Berater für weitere Druckereien und unterstützte ihre Gründer. Wie auch Morris das Bild seiner Veröffentlichungen bestimmte und sich nicht vom damaligen Zeitgeschmack beeinflussen ließ, so gestalteten auch die Gründer der neuen Druckereien das Erscheinungsbild ihrer Ausgaben und ihre Inhalte ganz nach ihren Vorlieben. Allen Druckereien gemein war, dass die Ausgaben meist nur für einen kleinen Kreis herausgegeben wurden, für Freunde, Bekannte, Familienmitglieder oder interessierte Bücherliebhaber.
Als Beispiele sind hier unter anderem die Doves-Press, die Ashendene Press, die Vale Press, die Eragny Press oder die Essex House Press zu erwähnen.

### Einfluss in Deutschland

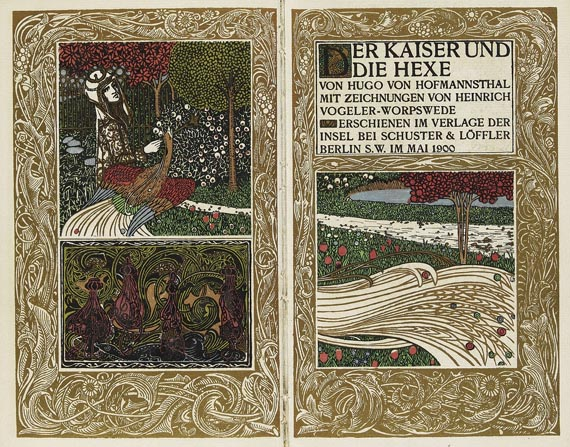
Heinrich Vogeler: Illustrationen zu Hugo von Hofmannsthals Der Kaiser und die Hexe. 1900

Wie in England kam es auch in Deutschland infolge der Industrialisierung zu einer Trennung zwischen den Künstlern und der künstlerischen Beziehung zu ihren Werken. „Noch vor dem Bekanntwerden von Morris’ Buchkunst in Deutschland hatten Künstler die unbefriedigende Lage des deutschen Buchwesens erkannt und bereits verschiedene Wege zu einer Reform geebnet“. Jedoch „erst um die Jahrhundertwende waren Leben und Bedeutung von Morris allgemein in Deutschland bekannt“.
Während in England eine Erneuerung der Buchkunst unter dem Einfluss historischer Tendenzen eingesetzt hatte, kam die Münchner Renaissance, mit wenigen Ausnahmen, nicht über die Nachahmung alter Drucke und deren Kopieren hinaus. Dies ist vermutlich ein Grund, weshalb Morris und seine Werke mit der deutlich erkennbaren Vorliebe zur Gotik zunächst keinen Einfluss auf die deutsche Buchkunstbewegung übten.
Die nachfolgende Generation deutscher Künstler suchte nach neuen Richtungen und nach einer Befreiung und Abwendung des kopierenden Historismus. Sie orientierten sich auf ihrer Suche nach einem neuen Stil daher eher an Morris’ Nachfolgern wie zum Beispiel Walter Crane, Aubrey Beardsley oder Charles Ricketts.
Nach einer in Deutschland einsetzenden illustrativ-dekorativen Periode und die damit verbundene Konzentration auf den Buchschmuck folgte eine Abkehr vom illustrierten Buch. Die Typographie und ihre künstlerische Funktion standen nun im Vordergrund, ähnlich wie bei den Ausgaben der „Doves Press“, bei denen der Buchschmuck zu Gunsten der Typographie und der Vermittlung des Inhaltes reduziert wurde. Ganz nach Morris’ Vorbild erfolgte mit der Minimierung des Buchschmuckes wieder eine Konzentration auf die ganzheitliche Auffassung der Gestaltung von Büchern.
Morris’ buchkünstlerischer Einfluss, seine Forderung nach einer einheitlichen Gestaltung und die Wiedervereinigung von Kunst und Handwerk sind unter anderen bei den Arbeiten von Joseph Sattler, Melchior Lechter, Heinrich Vogeler oder Friedrich Wilhelm Kleukens neu interpretiert und umgesetzt worden.